# Принцеса Анастасия
Принцеса Анастасия (на английски: Anastasia) е американски анимационен музикален исторически фентъзи филм от 1997 г., продуциран и режисиран от Дон Блът и Гари Голдман по сценарий на Сюзън Готие, Брус Греъм, Боб Цудикер и Нони Уайт и адаптация на Ерик Тучман. Филмът е озвучен с гласовете на Мег Райън, Джон Кюсак, Келси Грамър, Кристофър Лойд, Ханк Азария, Бернадет Питърс, Кирстен Дънст и Анджела Лансбъри. Базиран на легендата за великата княгиня Анастасия Николаевна от Русия, най-малката дъщеря на последния руски император Николай II, и се развива в алтернативна версия от 1926 г., филмът проследява 18-годишното сираче с амнезия, Аня. Аня, надявайки се да намери някаква следа от своето минало, застава на страната на двама измамници, които искат да я предадат като велика княгиня на бабата на Анастасия по бащина линия, овдовялата императрица Мария Фьодоровна, сред слуховете, че великата княгиня се е спасила от екзекуцията на императорското семейство. Филмът е базиран на едноименния филм от 1956 г., който от своя страна е въз основа на пиесата на Марсел Море, като в тази версия е добавен магически овластеният Григорий Распутин като антагонист.
Принцеса Анастасия е първият анимационен филм на Туентиът Сенчъри Фокс, продуциран от собственото му анимационно подразделение, Фокс Фемили Филмс, чрез анимационното студио Фокс Анимейшън Студиос. Премиерата на филма е в Зигфелд Тиътър в Ню Йорк на 14 ноември 1997 г. и е пуснат в САЩ на 21 ноември. Филмът получава като цяло положителни отзиви от критиците, които хвалят анимацията, гласовите изпълнения и саундтрака, въпреки че привлича критики от някои историци за фантастичния преразказ на великата княгиня. Филмът печели 140 млн. долара в световен мащаб, което го прави най-печелившият филм от Блът и Фокс Анимейшън Студиос. Лентата получава номинации за няколко награди, включително за най-добра оригинална песен и за най-добра музика на 70-те награди на Академията.

## Сюжет
Внимание:  Текстът по-долу разкрива сюжета на произведението (или части от него)!
През 1916 г. император Николай II е домакин на бал в Екатерининския дворец. Майка му императрица Мария Фьодоровна им идва на гости от Париж и подарява на 8-годишната си внучка Анастасия малка музикална кутийка и колие, на което е изписано „Заедно в Париж“. Балът е прекъснат изведнъж с пристигането на Григорий Распутин – магьосник, който е бил изгонен от двореца заради предателство (бил продал душата си в замяна на сатанинска реликва, която използва, за да направи проклятие над семейство Романови). Само Мария и Анастасия са имали възможност да избягат благодарение на младо момче от прислугата на име Димитри, който им показва тайна врата в стаята на Анастасия. Распутин се изправя срещу Анастасия и Мария, но пада в леда и се удавя. Мария и внучката ѝ успяват да настигнат движещ се влак, но само Мария успява да се качи, докато Анастасия пада и си удря главата на платформата.
Десет години по-късно Русия е под комунистическа власт и Мария публично предлага 10 млн. рубли, за този който доведе внучката ѝ. Димитри, сега мошеник, и приятелят му Владимир започват да търсят момиче, което да прилича на Анастасия, да го представят на Мария в Париж и да вземат наградата. Някъде там Анастасия е под името „Аня“ и напуска селското сиропиталище, където е пораснала, след като си е изгубила паметта. Тя отказва работа в рибена фабрика, за да отиде в Санкт Петербург, след като колието ѝ я вдъхновява да търси семейството си в Париж, придружавана от бездомно кученце, което тя нарича Пука. В безлюдния палат се среща с Димитри и Владимир, които се впечатлени от приликата ѝ с „истинската“ Анастасия и решават да я вземат със себе си.
Барток, слугата-прилеп на Распутин, е наоколо и забелязва спящата лампа на господаря си, която започва да се събужда заради присъствието на Аня. Лампата го дърпа към преддверие на Ада, където Распутин е съществувал след смъртта си. Разгневен да чуе, че Анастасия е избягала от проклятието му, той праща демонични духове от лампата си, за да я убият.
Аня, Димитри и Влад стигат до Париж и отиват да се срещнат с Мария, но Аня трябва да бъде изпитана от първата братовчедка на Мария – София, за да определи самоличността ѝ. Димитри и Владимир са научили Аня на всички отговори, но когато Аня казва, че едно момче от двореца я е спасило като е отворило една стена, двамата осъзнават, че това е истинската Анастасия. Убедената Софи ѝ казва, че може да се срещне с Мария след руския балет, но Мария отказва да я види поради факта, че е била измамена много пъти от други двойнички. Ужасена от това, че Димитри я е използвал, Аня излиза. Той се опитва да промени намерението на Мария, защото се е влюбил в Аня, като ѝ показва музикалната кутия, която е открил след бягството им. Паметта на Аня се връща, докато говори с Мария и след като използва колието ѝ, за да отключи музикалната кутия и запяват заедно приспивната песен, която пее.
На следващия ден Мария предлага на Димитри паричната награда, но за нейна изненада той я отказва и напуска, за да замине за Русия, убеден, че не може да бъде с Анастасия. Тази вечер на тържеството в чест на завръщането на Анастасия Мария ѝ казва, че Димитри не е взел наградата и я оставя с мислите си. След това Анастасия се разхожда в градина към моста Александър III, където е нападната от Распутин. Димитри се връща, за да я спаси, но е ранен и изпада в безсъзнание. Анастасия успява да убия Распутин, като му счупва лампата с крака си.
След това Димитри и Анастасия се сдобряват; двамата избягват и Анастасия изпраща писмо за сбогом на Мария и Софи, в което им обещава, че ще се върне някой ден. Филмът свършва, показвайки ни целуквата на двойката, която отплава от Париж с Пука. Подобреният Барток поглежда и бързо се влюбва в женски прилеп, който се промъква и го целува.